# Поправка на книгите
Поправката на книгите (на руски: Книжная справа) или Никоновата поправка на книгите (на руски: Никоновская книжная справа) е редакционната корекция на богослужебните книги, предприета от Московската патриаршия в средата XVII век по инициатива на патриарх Никон. Поправката на книгите е и книжовна реформа на руския език, използван за богослужебни цели по това време.
Протича през 1640-1650-те години по времето на цар Алексей Михайлович и Московския патриарх Никон (откъдето идва и широко разпространеното наименование „Никонова поправка на книгите“). Срещу тази кампания се обявяват редица влиятелни църковни дейци, което води до разкол в диоцеза на Московската патриаршия.